# Хюе (аеропорт)
Міжнародний аеропорт Фубай (в'єт. Sân bay Quốc tế Phú Bài), (IATA: HUI, ICAO: VVPB) — в'єтнамський комерційний аеропорт, розташований на південь від колишньої столиці Центрального В'єтнаму міста Хюе.

## Загальні відомості

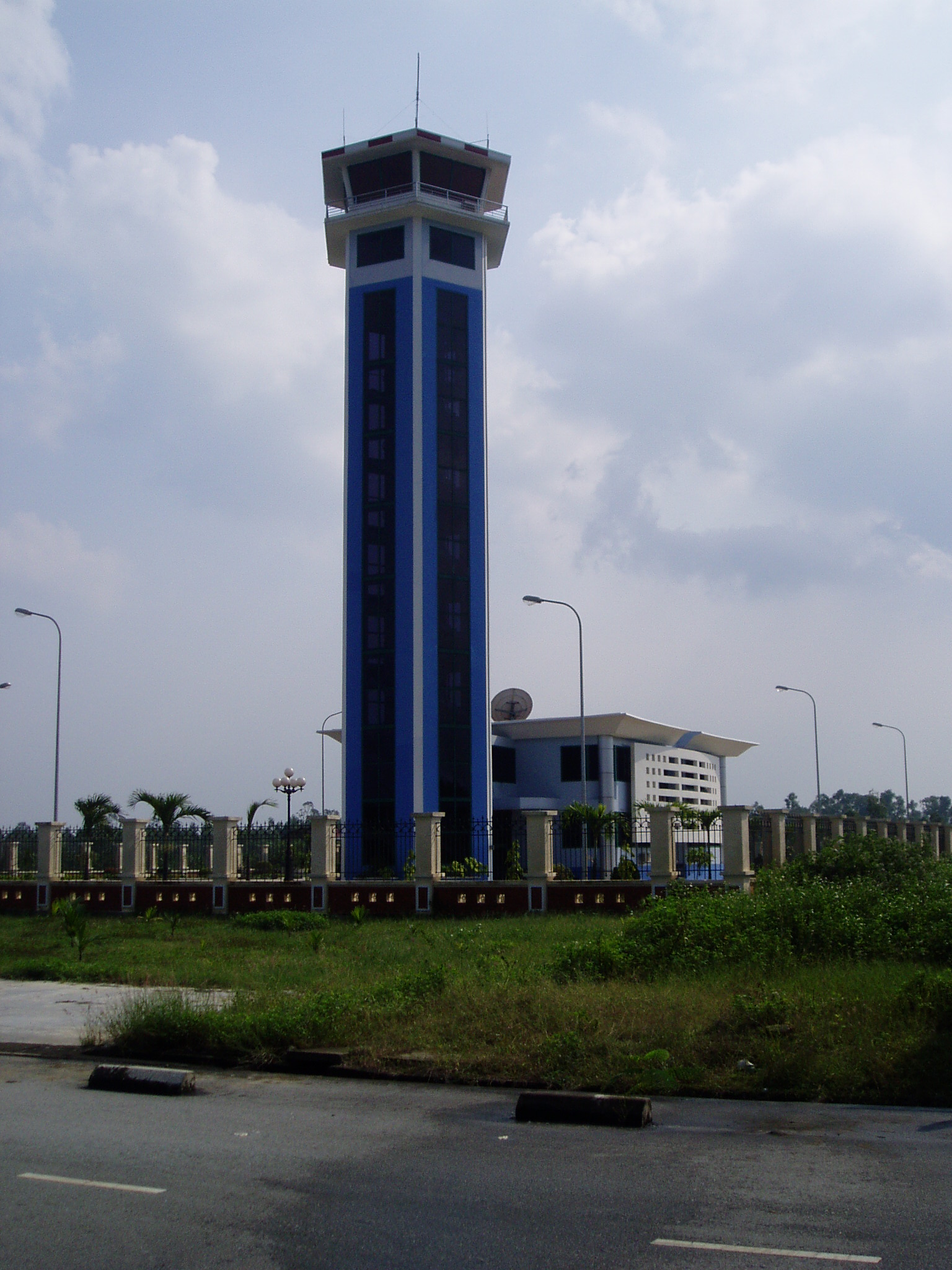
Вишка командно-диспетчерського пункту Міжнародного аеропорту Фубай

У 2002 році уряд В'єтнаму видав офіційний дозвіл на обслуговування аеропортом Хюе міжнародних авіаперевезень, однак свій перший закордонний рейс аеропорт прийняв тільки через три роки: 30 жовтня 2005 року з лаоського міста Луангпхабанг прибув чартерний борт авіакомпанії Austrian Airlines з австрійськими туристами.
24 травня 2007 керуюча сінгапурським Міжнародним аеропортом Чангі компанія «Changi Airports International» оголосила про підписання з Народним комітетом провінції Тхиатхьен-Хюе меморандуму про взаєморозуміння, в тексті якого були визначені етапи розвитку Міжнародного аеропорту Фубай. Підписання угоди відбувалося у рамках прийнятої урядом В'єтнаму комплексної програми розвитку міжнародного туризму в країні в цілому і в провінції Тхиатх'єн-Хюе, зокрема.

## Авіакомпанії й пункти призначення

### Авіарейси
| Авіакомпанія             | Місто прибуття (аеропорт) |
| ------------------------ | ------------------------- |
| Jetstar Pacific Airlines | Хошимін                   |
| Vietnam Airlines         | Ханой, Хошимін            |